# Анрі Крістоф
Анрі Крістоф (фр. Henri Christophe, креоль. Anri Kristòf, 6 жовтня 1767 — 8 жовтня 1820) — один з лідерів Гаїтянської революції та єдиний король Гаїті (але не єдиний монарх), що правив у період 1811–1820 років.

## Життєпис
Він народився в Гренаді на британських Антильських островах. У 1802 році приєднався до боротьби за незалежність Гаїті і став головнокомандувачем гаїтянської армії. Брав участь у змові проти імператора Жана-Жака Дессаліна, а після його вбивства 17 жовтня 1806 року був призначений військовою радою тимчасовим президентом Гаїті.
1806 року скликав конституційну асамблею. В результаті суперництва негритянської та мулатської верхівок 1807 року країна розпалася на Державу Гаїті (північна частина острова) під управлінням Крістофа і Республіку Гаїті на чолі з Александром Петіоном (південно-західна частина острова). 28 березня 1811 року Крістоф проголосив себе королем Анрі (Генріхом) I. 2 червня 1811 офіційно коронувався, єпископ увінчав його голову золотою короною, а в руки вклав золотий скіпетр.
Для підтримки порядку створив регулярну армію та поліцію. Була створена аристократія, що складалася з негрів (князі, герцоги, графи тощо). Біля міста Кап-Аїтьєн була збудована резиденція короля — палац Сан-Сусі, а на вершині гори біля неї — гігантська фортеця Лафер'єр. Крістоф керував країною диктаторськими методами, що призвело до повстання.
8 жовтня 1820 року в результаті інсульту Крістоф був частково паралізований, та, усвідомлюючи свою безпорадність перед державним переворотом, що назрівав, покінчив життя самогубством (за легендою він застрелився срібною кулею), незабаром після цього був убитий і його юний син-спадкоємець. Після смерті Крістофа розколота країна об'єдналася і далі розвивалась як єдина держава.